# Quit Your Dayjob
Quit Your Dayjob är ett surfpunkband från Malmö/Skåne. De är kända för sina skissartade och ofta underhållande texter, en låttitel som Pissing on a Panda är ganska talande.

## Medlemmar
- Jonass (gitarr, sång)
- Marcass (synth)
- Drumass (trummor)

## Diskografi
- Pissing on a Panda (2003 - 4 spår, singel)
- Quit Your Dayjob (2004 – 8 spår, EP)
- Vlado Video (2005 – 3 spår, singel)
- Sweden We Got a Problem (2005 – 18 spår, album)
- Bodypoppers (2007 - 3 spår, singel)
- Tools for Fools (2007 - 12 spår, album)
- Word Domination (2011 - 16 spår, album)